# Plummer Additional
Plummer Additional – gmina (ang. township) w Kanadzie, w prowincji Ontario, w dystrykcie Algoma.
Powierzchnia Plummer Additional to 221,32 km². Według danych spisu powszechnego z roku 2001 Plummer Additional liczy 671 mieszkańców (3,03 os./km²).